# Musée des Beaux-Arts de Béziers
Das Musée des Beaux-Arts de Béziers ist ein Kunstmuseum in Béziers im Département Hérault. Es hat seit 2002 den Status eines Musée de France.

## Geschichte
Das Museum wurde 1859 gegründet und ist in den Hôtels particuliers Fabrégat und Fayet untergebracht, die die Familien der Stadt hinterlassen haben. Das Hôtel Fayet wurde im 17. Jahrhundert erbaut und im 19. Jahrhundert erweitert und gilt als eines der herausragenden Baudenkmale der Stadt. Es befand sich zuletzt im Besitz der Unternehmerfamilie Fayet und ist seit 1966 Museum.

## Sammlungen
Im Hôtel Fabrégat werden Gemälde vom 15. Jahrhundert bis zur Gegenwart und Zeichnungen aus dem 18. und 19. Jahrhundert gezeigt sowie eine Sammlung moderner Kunst aus dem Besitz des  in Béziers geborenen Widerstandskämpfers Jean Moulin, die seine Schwester Laure Moulin 1975 dem Museum stiftete.
Im Hôtel Fayet liegt der Schwerpunkt auf der Kunst des 19. Jahrhunderts (Malerei und Skulptur) mit Werken von Eugène Delacroix, Théodore Géricault, Jean-Baptiste Camille Corot oder Alexandre Cabanel. Außerdem sind dort Skulpturen aus Gips, Terrakotta, Marmor und Bronze aus dem Atelier des Bildhauers Jean-Antoine Injalbert zu sehen, die seine Frau 1934 gestiftet hat.

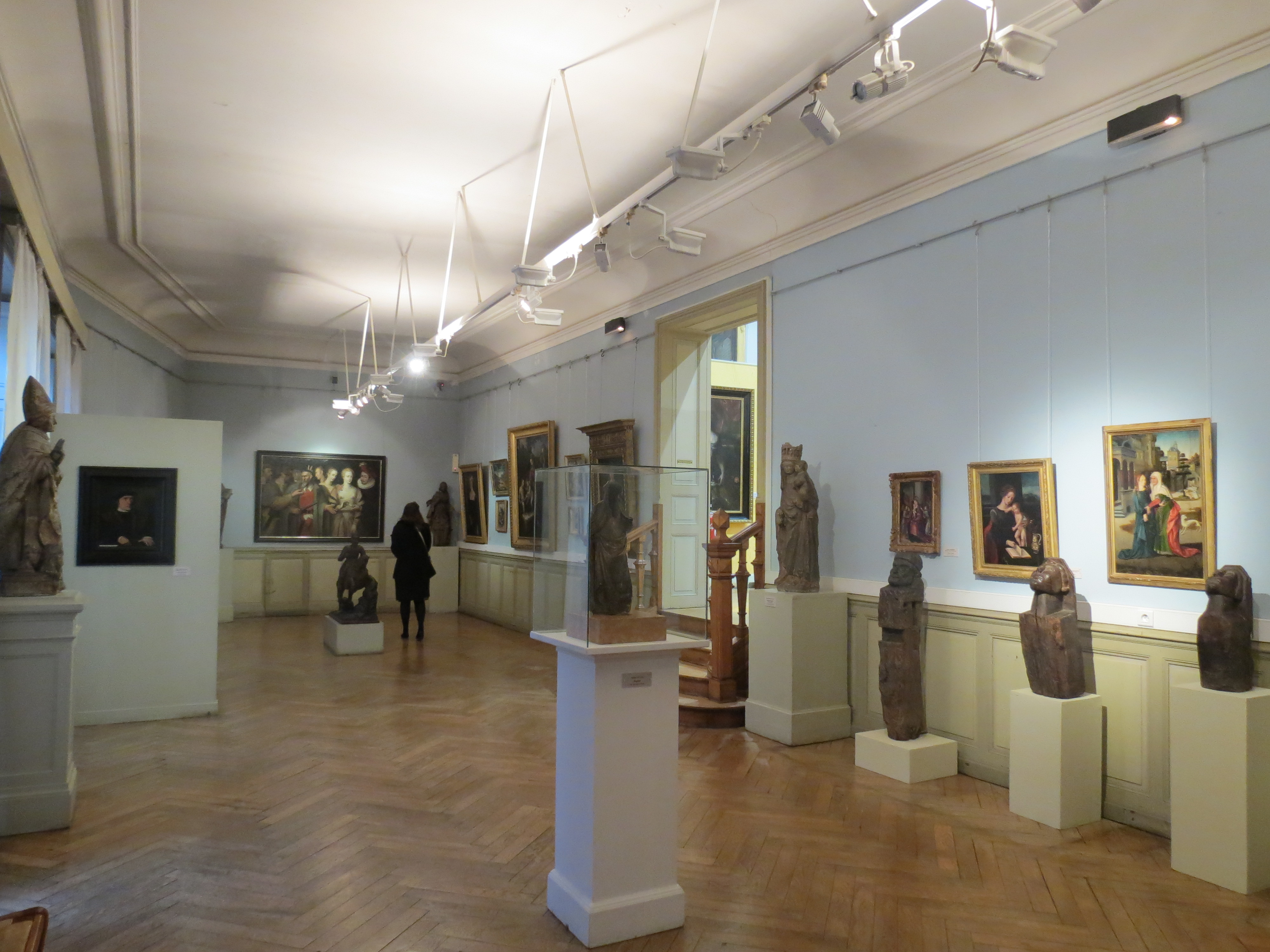
Mittelaltersaal
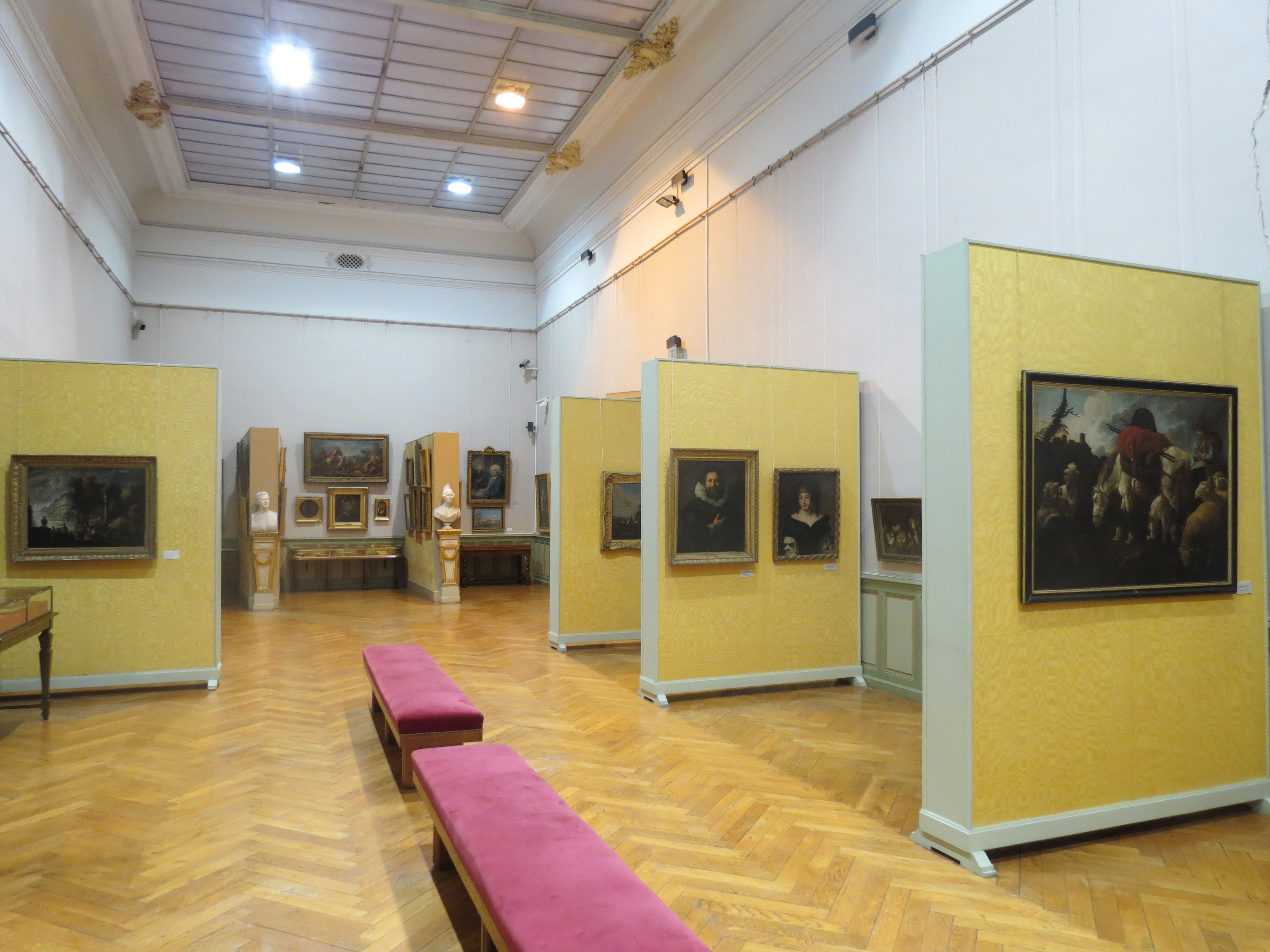
Alte Meister
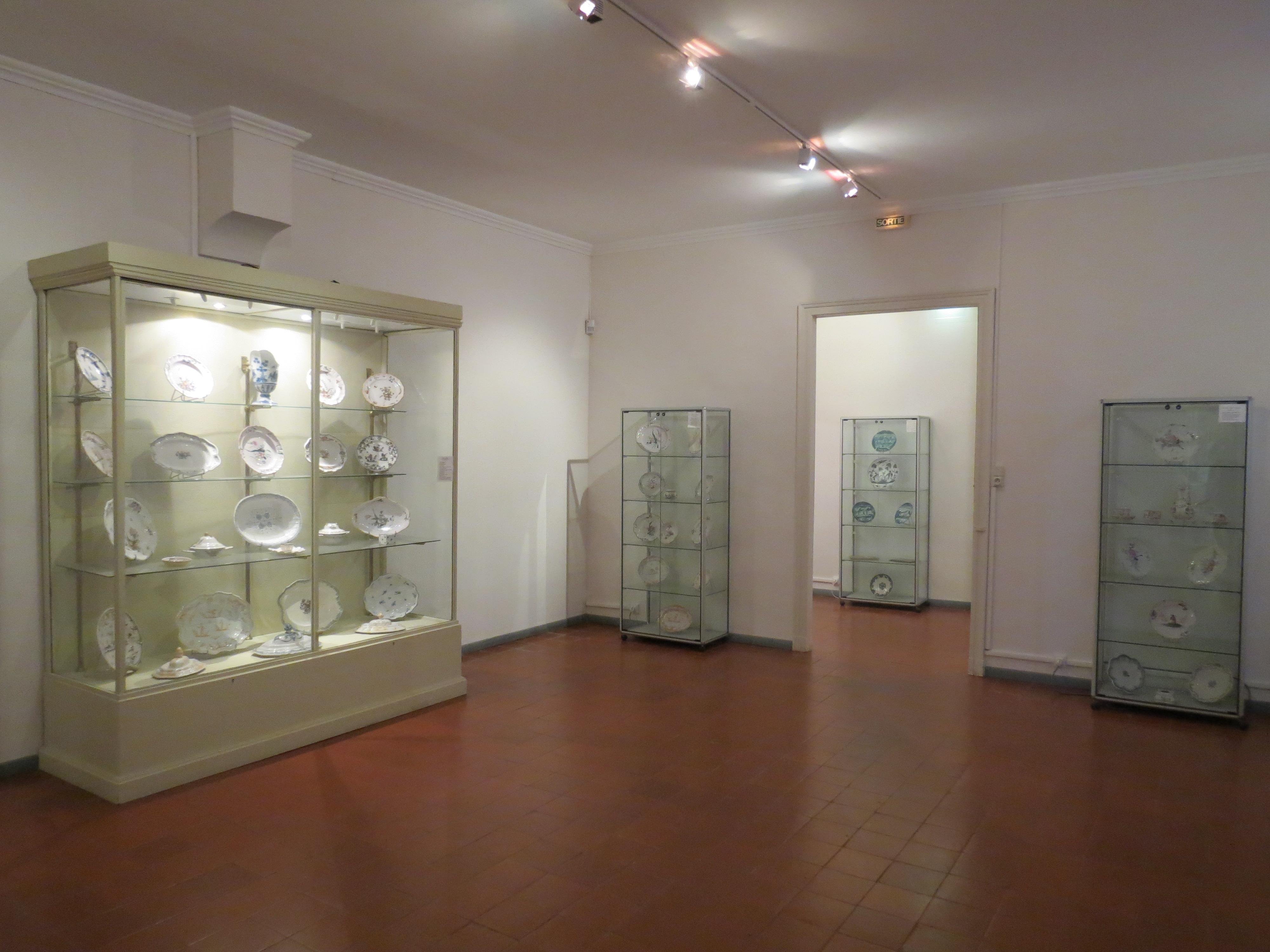
Fayencen
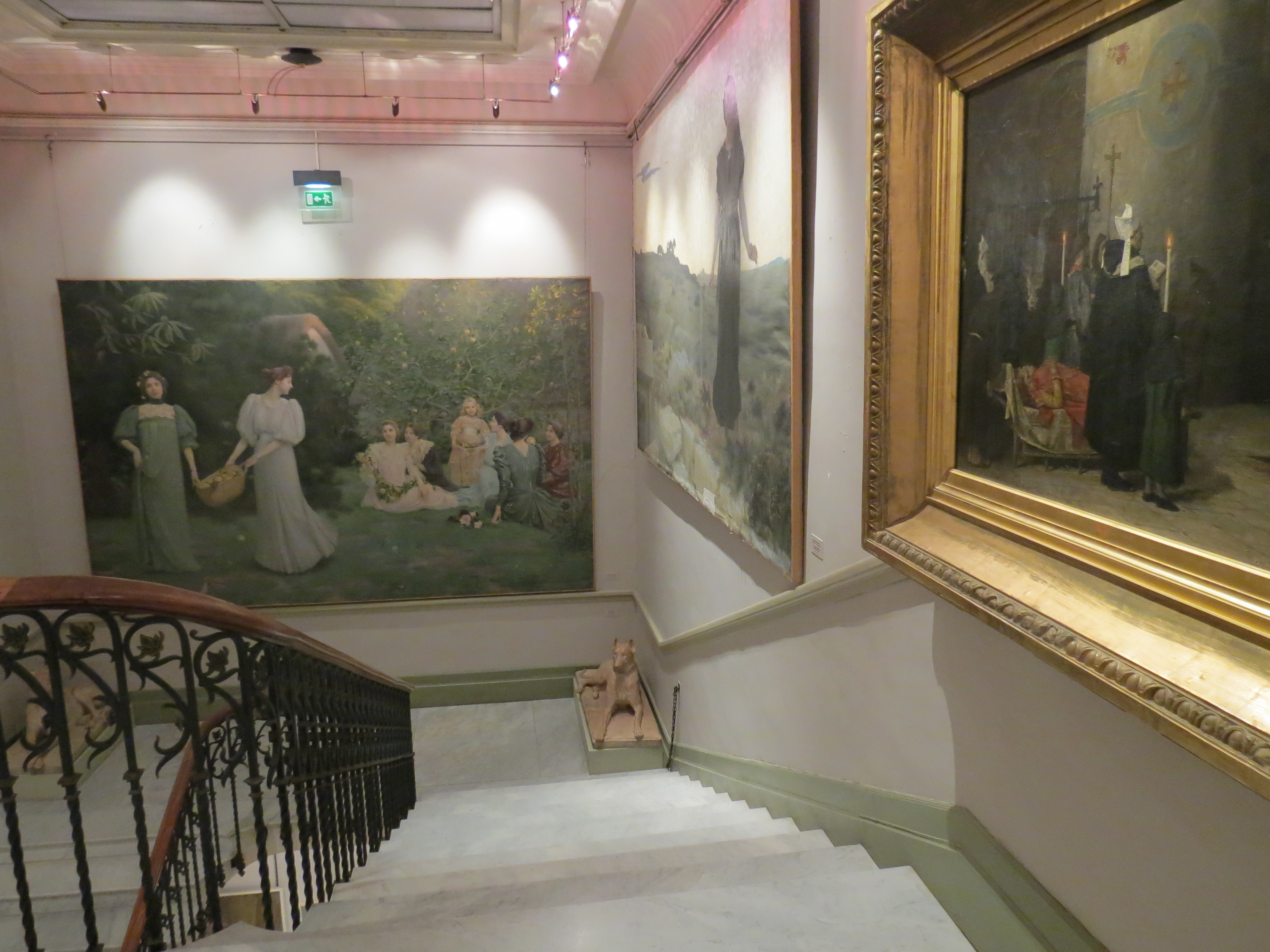
Haupttreppe des Hôtel Fabrégat
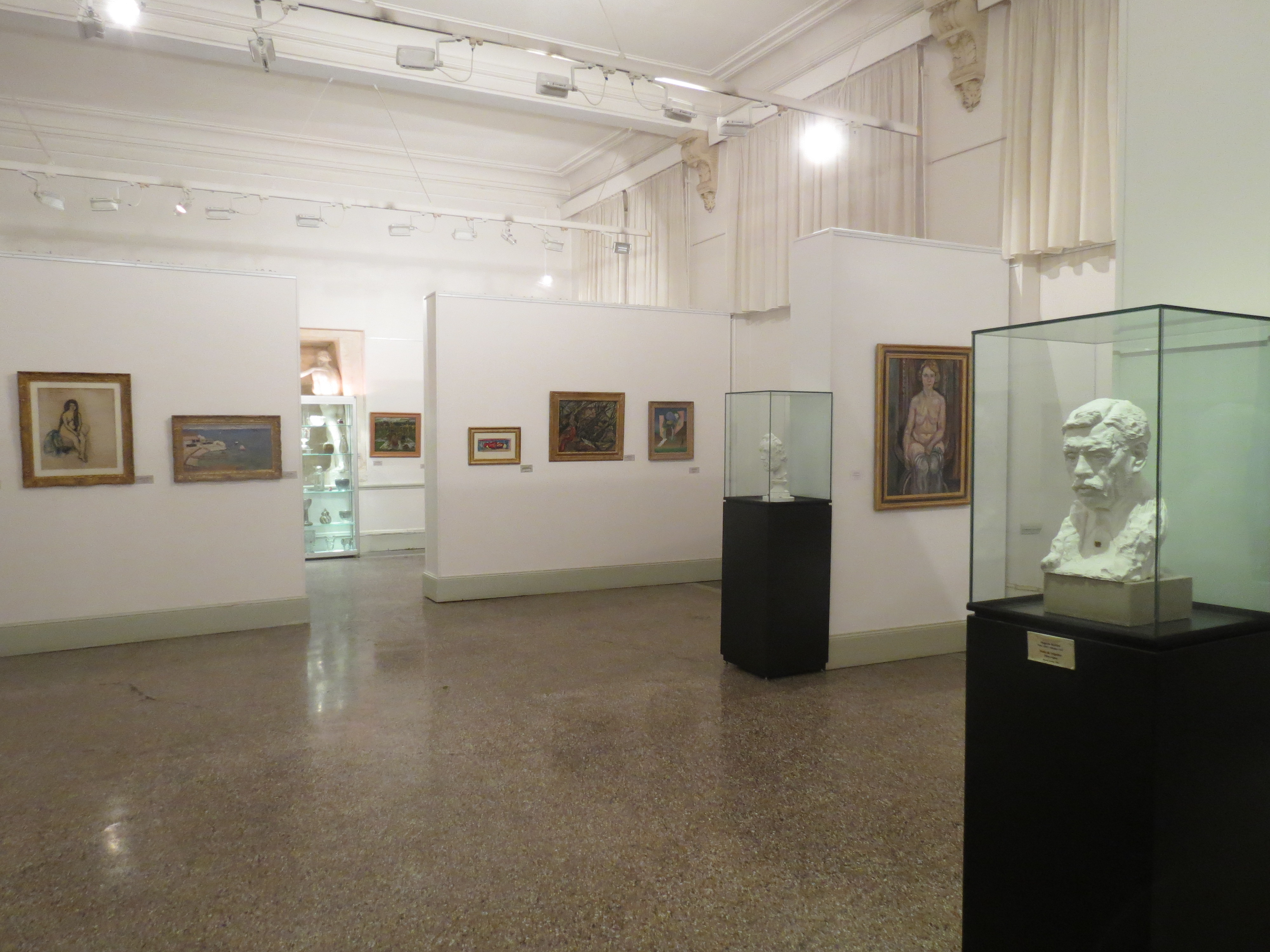
Sammlung Jean Moulin.